# Koskinobigenerininae
Koskinobigenerininae es una subfamilia de foraminíferos bentónicos de la familia Semitextulariidae, de la superfamilia Palaeotextularioidea, del suborden Fusulinina y del orden Fusulinida. Su rango cronoestratigráfico abarca desde el Viseense (Carbonífero inferior) hasta el Pennsylvaniense (Carbonífero superior).

## Discusión
Clasificaciones más recientes incluyen Koskinobigenerininae en la superfamilia Semitextularioidea, del suborden Earlandiina, del orden Earlandiida, de la subclase Afusulinana y de la clase Fusulinata.

## Clasificación
Koskinobigenerininae incluye a los siguientes géneros:
- Koskinobigenerina †
- Koskinotextularia †